# Körsbärsgården
Körsbärsgården är en konsthall och skulpturpark i Sundre socken på södra Gotland som invigdes 2010. Den ligger i  en gammal visningsträdgård som anlades på 1940-talet av Signe Enström. Anna Bergenström skildrade trädgården i boken Annas örtagård och menar att den i hög utsträckning har inspirerat henne till boken. Gården övertogs 2001 av Marita Jonsson och Jon Jonsson. 2019 bildades en ideell stiftelse, Körsbärsgården Pedagogik, som utan vinstsyfte främjar konstupplevelser, konst som pedagogisk form och miljö- och kretsloppstänkande och andra därmed jämförliga kulturella och eljest allmännyttiga ändamål för att därmed väcka fantasi och kreativitet främst hos barn och unga.
Konsthallen invigdes 2010 och består av cirka 750 kvadratmeter utställningsyta och 6 000 kvadratmeter skulpturpark med en permanent samling,  paviljonger och rum för olika konstnärer, ett skulpturgalleri och rum för tillfälliga utställningar av samtidskonst, ett tiotal per säsong.Bland konstnärerna kan nämnas Gutai-konstnären Sadaharu Horio, Japan, Shiro Tsujimura, Japan,  Michele Iodici, Italien,Tage Andersen Danmark, Kajsa von Zeipel, Maria Miesenberger, Björn Erling Evensen, SIMKA, Fredrik Wretman, Sivert Lindblom, Lars Olof Loeld, Eva Lange, Klara Kristalova, Anna Bjerger, Siri Carlén, Herta Hillfon, Evert Lindfors.
Trädgården innefattar en kryddträdgård, en perennträdgård som även innehåller en avdelning med växter för växtfärgning, ett rosarium, en grönsaks- och fruktträdgård och en park. Sommartid är anläggningen öppen för allmänheten. Där finns även en bistro/ café som rymmer ett hundratal gäster samt en butik. 
Sommartid äger litteratur-, poesi-, dans- och musikaftnar rum samt då och då och teaterföreställningar. På anläggningen finns Barnens Konstverkstad med ett tiotal veckokurser för barn och unga där en pedagog och utställande konstnärer skapar med barnen. Om vintern drivs verksamheten på öns skolor. 
Körsbärsgården har cirka 20 000 besökare under sommaren och cirka 500 barn deltar i de pedagogiska aktiviteterna med konstkurser, workshops och verksamhet i skolorna. 